# Yaroslav Osmomisl

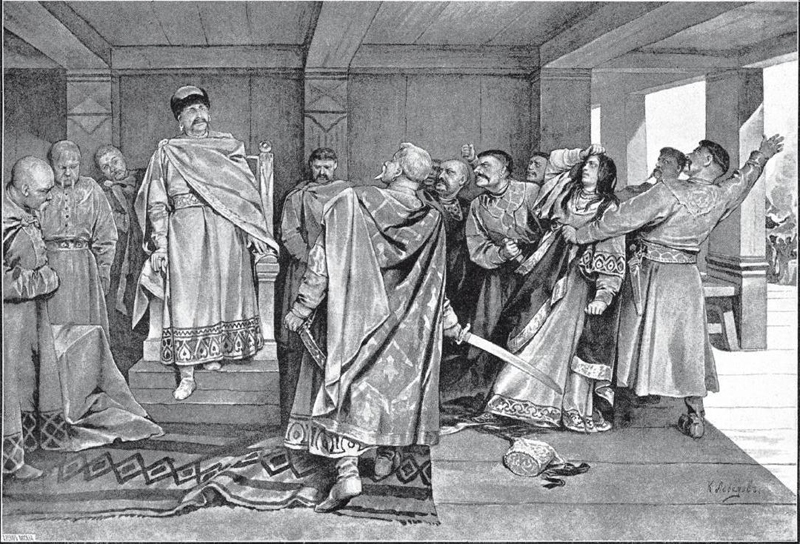
Los boyardos de Galitzia arrastran a la hoguera a la bruja, esposa de un pope y favorita del príncipe Yaroslav Osmomisl. Pintura de Klavdi Lébedev.

Yaroslav Osmomisl (en ucraniano: Ярослав Осмомисл) (ca. 1119-1 de octubre de 1187) fue el príncipe más famoso del Principado de Galitzia (Hálych en el actual Oeste de Ucrania) de la primera dinastía de sus gobernantes, que descendían del hijo mayor de Yaroslav I. Se le entregó su sobrenombre, el cual significa «ocho mentes» en antiguo eslavo oriental, en reconocimiento a su sabiduría. Algunos académicos incluso afirman que Yaroslav hablaba ocho idiomas extranjeros de forma fluida.

## Biografía
Hijo de Volodímirko Volodárovich y una hija del rey Colomán de Hungría, subió al trono en 1153. Su política extranjera se dirigió hacia la alianza con los reyes de Hungría y Polonia, y contra los gran príncipes de Kiev, quien habían apoyado al primo de Yaroslav, Iván Berládnik (oriundo de Bârlad) en su intento de tomar posesión de varios poblados cerca de Volinia. Luego de varios años de guerra, Yaroslav consiguió expulsar a Berládnik a Bizancio.
El último periodo de su reinado fue acosado por problemas familiares. Yaroslav se enamoró de una mujer de Hálych llamada Anastasia (o Nastasia), tomándola como concubina y repudiando a su esposa Olga, hija de Yuri Dolgoruki, en 1172. Los poderosos boyardos de Hálych, que se resistían a aceptar a Anastasia como su reina, instigaron a una revuelta popular, que terminó con Anastasia quemada en la hoguera. Yaroslav se vio obligado a seguir con el juramento de vivir con Olga en paz, pero al siguiente año la expulsó a su ciudad nativa, Súzdal, con su hijo Vladímirko. Legó el trono a un hijo de Anastasia (Oleg, sardónicamente llamado Nastásich por el pueblo), mientras que su hijo legímito Vladímirko se quedó con Peremyshl. Poco después el hijo ilegítimo fue asesinado y Vladímirko se apoderó de todo el principado de Hálych.

## Cantar de las huestes de Ígor
La hija de Yaroslav, Eufrosinia Yaroslavna (frecuentemente mencionada únicamente por su patrónimo como Yaroslavna) y su esposo Ígor Sviatoslávich son las principales figuras del antiguo Cantar de las huestes de Ígor. Yaroslav es mencionado en el texto como un poderoso y respetable potentado:
¡Ocho mentes Yaroslav de Hálych! Te sientan en lo alto de tu trono forjado en oro; tú has asegurado las montañas húngaras con tus tropas de hierro; has listado el juramento del rey [húngaro]; has cerrado las puertas del Danubio, lanzando pesados proyectiles sobre las nubes. Tus truenos se extienden sobre las tierras; tú has abierto las puertas de Kiev; desde el trono dorado paternal has expulsado a los sultanes de más allá de las tierras.

## Entierro
Los restos de Osmomisl encontraron su descanso final solo luego de un largo período de disturbios. Originalmente fue enterrado en la catedral de la Asunción en Hálych (actual aldea de Krylos, en el óblast de Ivano-Frankivsk, Ucrania). En 1939 su sarcófago de piedra fue descubierto por el arqueólogo Jaroslaw Pasternak, luego de una larga búsqueda por la catedral que fue destruida por las hordas tártaras-mongolas y nunca reconstruida. Al parecer, la sepultura había sido saqueada anteriormente y los huesos de Yaroslav se mezclaron con los huesos de un príncipe más joven de una familia desconocida. El sarcófago es exhibido en el Museo de historia de Ivano-Frankivsk. 
Tratando de asegurar sus artefactos arqueológicos de la antigua Hálych y los dibujos de la catedral de Krylos antes de que ocurriera la ocupación soviética de Ucrania del Oeste, Jaroslaw Pasternak los escondió en una ubicación no divulgada poco antes de emigrar a Alemania, donde murió sin revelar el lugar secreto. Los supuestos restos fueron encontrados por segunda vez en 1992, escondidos en la cripta de la Catedral de San Jorge en Lviv, por el arqueólogo Yuri Lukomsky. Luego del estudio antropológico, los restos fueron enterrados en la Catedral de Lviv.

## Familia
Con su esposa Olga Yúrievna de Súzdal (m. 14 de julio de 1189), hija del príncipe Yuri Dolgoruki tuvo cuatro hijos:
- Vladímir(ko) Yaroslávich (n. 1151-m. 1199), príncipe de Hálych (1188 y 1190–99), casado con Boleslava (d. antes de 1189), hija del gran príncipe Sviatoslav de Chernígov.
- Eufrosinia Yaroslavna (en), célebre por el aria de Yaroslavna en la ópera El príncipe Ígor de Aleksandr Borodín; casada en 1184 con el príncipe Ígor Sviatoslávich de Chernígov.
- Viacheslava Yaroslavna (m. luego de 1200), casada en 1184 con el príncipe Odón de Poznań.
- Una hija, casada en 1167 con el rey Esteban III de Hungría, repudiada un año después (1168).

Con su concubina Anastasia/Nastasia tuvo un hijo: 
- Oleg Yaroslávich («Nastásich») (n. luego de 1161 – m. envenenado en Hálych, 1188), príncipe de Hálych (1187, 1189).